# ساندیر
ساندیر (انگلیسی: Sundair) شرکت هواپیمایی آلمانی است، که در سال ۲۰۱۶ تأسیس شد.